# Daytona 200

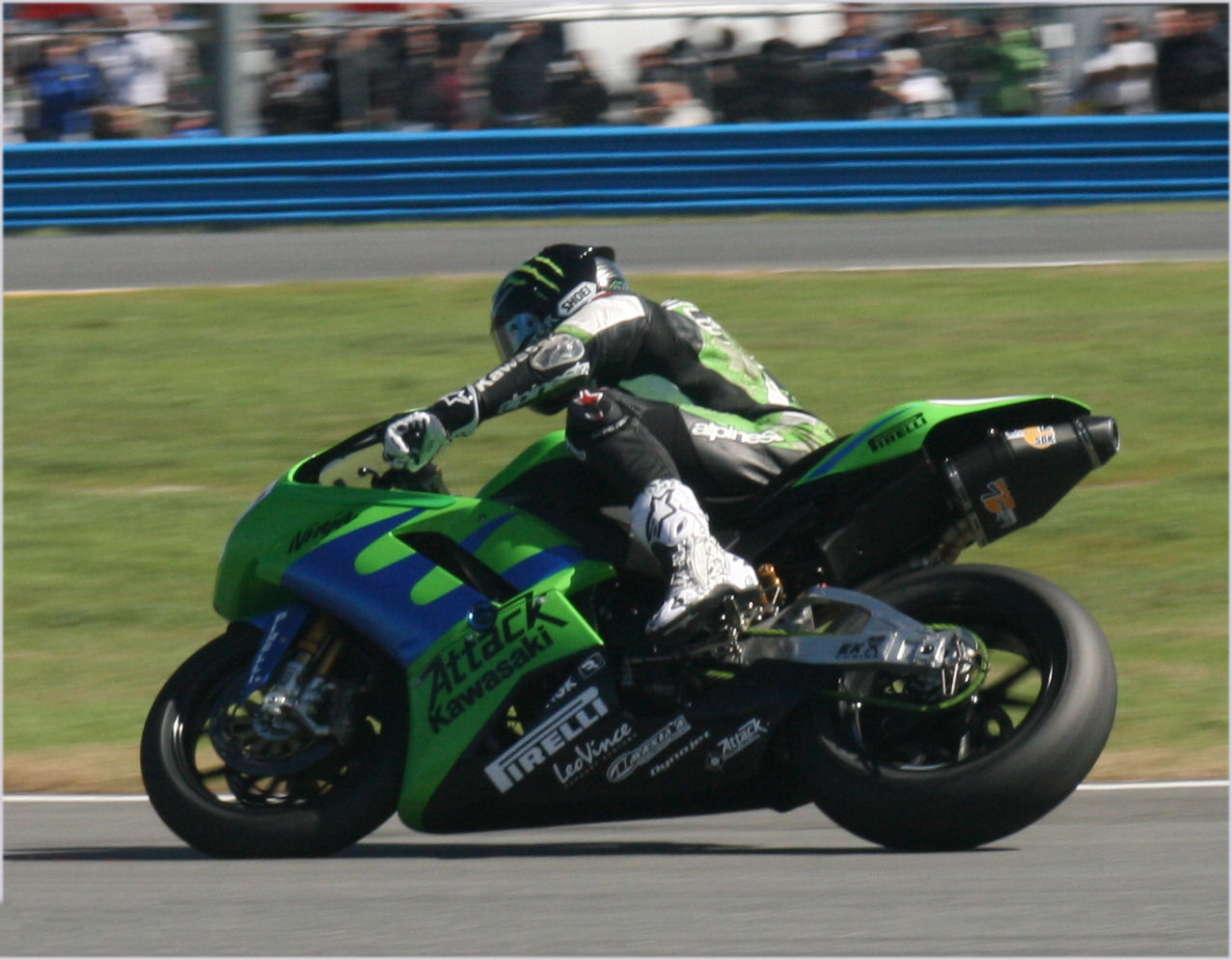
Chaz Davies beim Daytona 200 (2008)

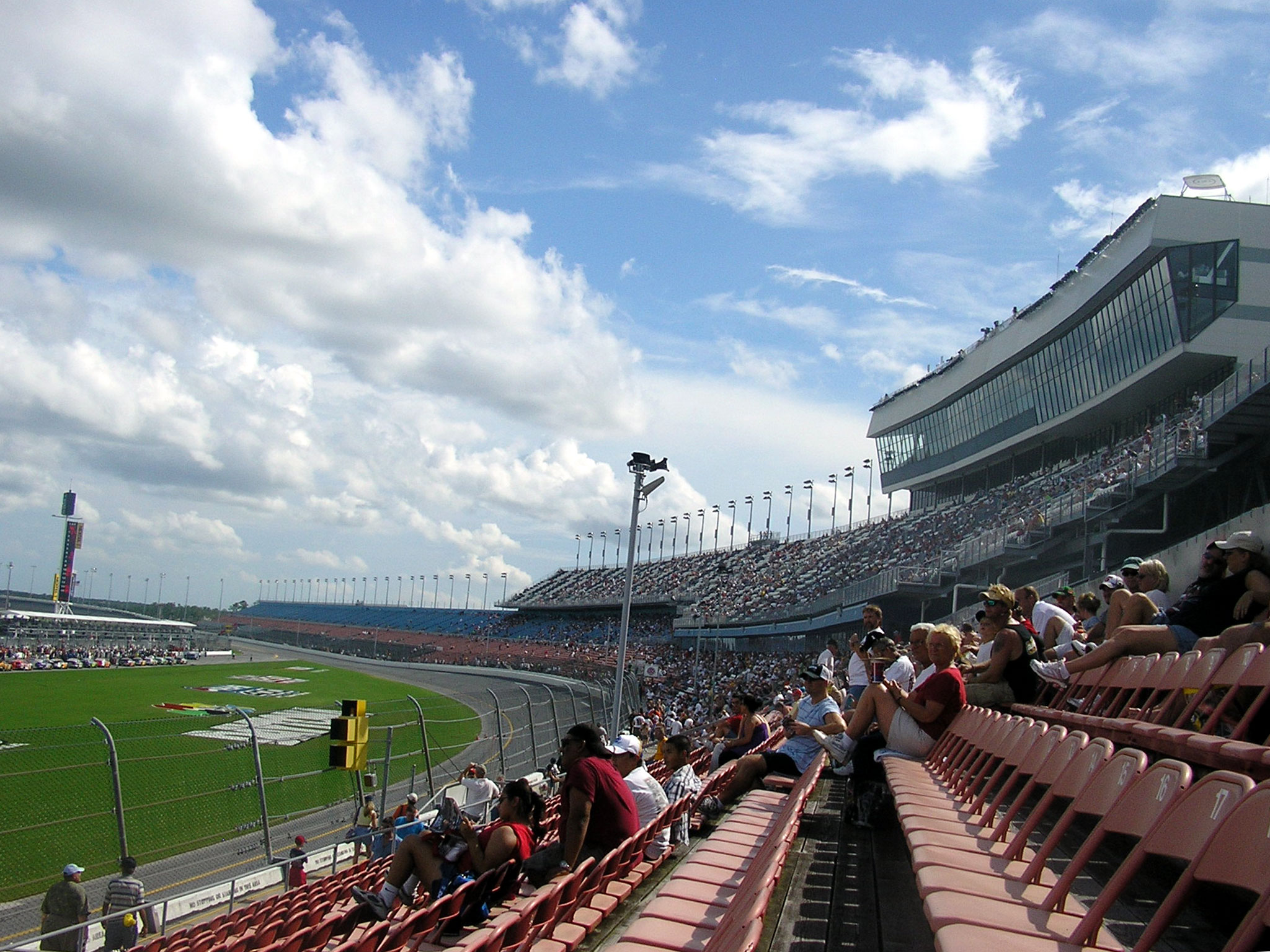
Daytona International Speedway

Das Daytona 200 ist ein über 68 Runden dauerndes und 322 km langes Motorrad-Rennen. Es wird jährlich auf dem Daytona International Speedway in Daytona Beach, Florida ausgetragen.

## Geschichte
Das Rennen entwickelte sich von einem 3,2-Meilen-Strandrennen (Daytona Beach Road Course) 1937 zu einem 2-Meilen-Rennen auf dem Daytona International Speedway 1961.
Aufgrund des wachsenden Interesses für Geschwindigkeit und den Umbau der NASCAR-Strecke nach der Saison 2004 nahmen die Daytona-Veranstalter zwei Änderungen für das Rennen 2005 vor. Zuerst wurde das Rennen der Serie Premiers AMA Superbike von 200 Meilen (322 Kilometer) auf 62 Meilen (100 Kilometer) gekürzt und ein Rennen der Serie Formula Xtreme eingeführt. Zudem wurde die Streckenführung geändert. Durch diesen Umbau wurde die Gesamtstrecke des Daytona 200 um eine halbe Meile gekürzt. 2009 eröffnet das Rennen der Daytona SportBikes die Veranstaltung. Diese Rennserie folgt durch den Verkauf der AMA Pro-Serie an Daytona Motorsports am 7. März 2008.
Das Daytona 200 ist eines der am stärksten frequentierten Motorradrennen in Amerika. Neun FIM-Weltmeister, darunter sieben Weltmeister der 500-cm³- bzw. MotoGP-Klasse, konnten es bisher gewinnen. Von den amerikanischen Meistern der letzten Jahre konnte nur Kenny Roberts jr. das Daytona 200 bislang nicht gewinnen. In den niedrigeren Kategorien gewannen unter anderem auch finnische und venezolanische Weltmeister.
Scott Russell und Miguel Duhamel haben mit je fünf Siegen die meisten Titel beim Daytona 200 erzielt. Russel ist deshalb auch als Mr. Daytona bekannt, da er alle Rennen in der Superbike-Klasse (750–1000 cm³) gewinnen konnte. Duhamel erreichte seinen fünften Sieg in der 2005 neu eingeführten Rennklasse Formula Xtreme (600 cm³).
Der von Steve Rapp 2007 erreichte Sieg war der erste für Kawasaki seit 1995 und der erste Sieg für einen Nicht-Werksfahrer seit John Ashmead 1989.

## Sieger
| Jahr      | Fahrer                                     | Land                                       | Hersteller                                 | Klasse                                     | Strecke                                     |
| --------- | ------------------------------------------ | ------------------------------------------ | ------------------------------------------ | ------------------------------------------ | ------------------------------------------- |
| 2024      | Josh Herrin                                | Vereinigte Staaten                         | Yamaha                                     | Supersport                                 | 3,51 Meilen Daytona Speedway/Infield Course |
| 2023      | Josh Herrin                                | Vereinigte Staaten                         | Yamaha                                     | Supersport                                 | 3,51 Meilen Daytona Speedway/Infield Course |
| 2022      | Brandon Paasch                             | Vereinigte Staaten                         | Triumph                                    | Supersport                                 | 3,51 Meilen Daytona Speedway/Infield Course |
| 2021      | Brandon Paasch                             | Vereinigte Staaten                         | Yamaha                                     | Daytona SportBike                          | 3,51 Meilen Daytona Speedway/Infield Course |
| 2020      | Josh Herrin 2                              | Vereinigte Staaten                         | Yamaha                                     | Daytona SportBike                          | 3,51 Meilen Daytona Speedway/Infield Course |
| 2019      | Kyle Wyman                                 | Vereinigte Staaten                         | Yamaha                                     | Daytona SportBike                          | 3,51 Meilen Daytona Speedway/Infield Course |
| 2018      | Danny Eslick                               | Vereinigte Staaten                         | Yamaha                                     | Daytona SportBike                          | 3,51 Meilen Daytona Speedway/Infield Course |
| 2017      | Danny Eslick                               | Vereinigte Staaten                         | Yamaha                                     | Daytona SportBike                          | 3,51 Meilen Daytona Speedway/Infield Course |
| 2016      | Michael Barnes                             | Vereinigte Staaten                         | Yamaha                                     | Daytona SportBike                          | 3,51 Meilen Daytona Speedway/Infield Course |
| 2015      | Danny Eslick                               | Vereinigte Staaten                         | Suzuki                                     | Daytona SportBike                          | 3,51 Meilen Daytona Speedway/Infield Course |
| 2014      | Danny Eslick                               | Vereinigte Staaten                         | Triumph                                    | Daytona SportBike                          | 3,51 Meilen Daytona Speedway/Infield Course |
| 2013      | Cameron Beaubier                           | Vereinigte Staaten                         | Yamaha                                     | Daytona SportBike                          | 3,51 Meilen Daytona Speedway/Infield Course |
| 2012      | Joey Pascarella                            | Vereinigte Staaten                         | Yamaha                                     | Daytona SportBike                          | 3,51 Meilen Daytona Speedway/Infield Course |
| 2011      | Jason Di Salvo                             | Vereinigte Staaten                         | Ducati                                     | Daytona SportBike                          | 3,51 Meilen Daytona Speedway/Infield Course |
| 2010      | Josh Herrin                                | Vereinigte Staaten                         | Yamaha                                     | Daytona SportBike                          | 3,51 Meilen Daytona Speedway/Infield Course |
| 2009      | Ben Bostrom                                | Vereinigte Staaten                         | Yamaha                                     | Daytona SportBike                          | 3,56 Meilen Daytona Speedway/Infield Course |
| 2008      | Chaz Davies 1                              | Großbritannien                             | Kawasaki                                   | Formula Xtreme                             | 2,90 Meilen Daytona Speedway/Infield Course |
| 2007      | Steve Rapp                                 | Vereinigte Staaten                         | Kawasaki                                   | Formula Xtreme                             | 2,95 Meilen Daytona Speedway/Infield Course |
| 2006      | Jake Zemke                                 | Vereinigte Staaten                         | Honda                                      | Formula Xtreme                             | 2,95 Meilen Daytona Speedway/Infield Course |
| 2005      | Miguel Duhamel                             | Kanada                                     | Honda                                      | Formula Xtreme                             | 2,95 Meilen Daytona Speedway/Infield Course |
| 2004      | Mat Mladin                                 | Australien                                 | Suzuki                                     | Superbike                                  | 3,56 Meilen Daytona Speedway/Infield Course |
| 2003      | Miguel Duhamel                             | Kanada                                     | Honda                                      | Superbike                                  | 3,56 Meilen Daytona Speedway/Infield Course |
| 2002      | Nicky Hayden                               | Vereinigte Staaten                         | Honda                                      | Superbike                                  | 3,56 Meilen Daytona Speedway/Infield Course |
| 2001      | Mat Mladin                                 | Australien                                 | Suzuki                                     | Superbike                                  | 3,56 Meilen Daytona Speedway/Infield Course |
| 2000      | Mat Mladin                                 | Australien                                 | Suzuki                                     | Superbike                                  | 3,56 Meilen Daytona Speedway/Infield Course |
| 1999      | Miguel Duhamel                             | Kanada                                     | Honda                                      | Superbike                                  | 3,56 Meilen Daytona Speedway/Infield Course |
| 1998      | Scott Russell                              | Vereinigte Staaten                         | Yamaha                                     | Superbike                                  | 3,56 Meilen Daytona Speedway/Infield Course |
| 1997      | Scott Russell                              | Vereinigte Staaten                         | Yamaha                                     | Superbike                                  | 3,56 Meilen Daytona Speedway/Infield Course |
| 1996      | Miguel Duhamel                             | Kanada                                     | Honda                                      | Superbike                                  | 3,56 Meilen Daytona Speedway/Infield Course |
| 1995      | Scott Russell                              | Vereinigte Staaten                         | Kawasaki                                   | Superbike                                  | 3,56 Meilen Daytona Speedway/Infield Course |
| 1994      | Scott Russell                              | Vereinigte Staaten                         | Kawasaki                                   | Superbike                                  | 3,56 Meilen Daytona Speedway/Infield Course |
| 1993      | Eddie Lawson                               | Vereinigte Staaten                         | Yamaha                                     | Superbike                                  | 3,56 Meilen Daytona Speedway/Infield Course |
| 1992      | Scott Russell                              | Vereinigte Staaten                         | Kawasaki                                   | Superbike                                  | 3,56 Meilen Daytona Speedway/Infield Course |
| 1991      | Miguel Duhamel                             | Kanada                                     | Honda                                      | Superbike                                  | 3,56 Meilen Daytona Speedway/Infield Course |
| 1990      | David Sadowski                             | Vereinigte Staaten                         | Yamaha                                     | Superbike                                  | 3,56 Meilen Daytona Speedway/Infield Course |
| 1989      | John Ashmead                               | Vereinigte Staaten                         | Honda                                      | Superbike                                  | 3,56 Meilen Daytona Speedway/Infield Course |
| 1988      | Kevin Schwantz                             | Vereinigte Staaten                         | Suzuki                                     | Superbike                                  | 3,56 Meilen Daytona Speedway/Infield Course |
| 1987      | Wayne Rainey                               | Vereinigte Staaten                         | Honda                                      | Superbike                                  | 3,56 Meilen Daytona Speedway/Infield Course |
| 1986      | Eddie Lawson                               | Vereinigte Staaten                         | Yamaha                                     | Superbike                                  | 3,56 Meilen Daytona Speedway/Infield Course |
| 1985      | Freddie Spencer                            | Vereinigte Staaten                         | Honda                                      | Superbike                                  | 3,56 Meilen Daytona Speedway/Infield Course |
| 1984      | Kenny Roberts sr.                          | Vereinigte Staaten                         | Yamaha                                     | Formula I                                  | 3,87 Meilen Daytona Speedway/Infield Course |
| 1983      | Kenny Roberts sr.                          | Vereinigte Staaten                         | Yamaha                                     | Formula I                                  | 3,87 Meilen Daytona Speedway/Infield Course |
| 1982      | Graeme Crosby                              | Neuseeland                                 | Yamaha                                     | Formula I                                  | 3,87 Meilen Daytona Speedway/Infield Course |
| 1981      | Dale Singleton                             | Vereinigte Staaten                         | Yamaha                                     | Formula I                                  | 3,87 Meilen Daytona Speedway/Infield Course |
| 1980      | Patrick Pons                               | Frankreich                                 | Yamaha                                     | Formula I                                  | 3,87 Meilen Daytona Speedway/Infield Course |
| 1979      | Dale Singleton                             | Vereinigte Staaten                         | Yamaha                                     | Formula I                                  | 3,87 Meilen Daytona Speedway/Infield Course |
| 1978      | Kenny Roberts sr.                          | Vereinigte Staaten                         | Yamaha                                     | Formula I                                  | 3,87 Meilen Daytona Speedway/Infield Course |
| 1977      | Steve Baker                                | Vereinigte Staaten                         | Yamaha                                     | Formula I                                  | 3,87 Meilen Daytona Speedway/Infield Course |
| 1976      | Johnny Cecotto                             | Venezuela                                  | Yamaha                                     | –                                          | 3,87 Meilen Daytona Speedway/Infield Course |
| 1975      | Gene Romero                                | Vereinigte Staaten                         | Yamaha                                     | –                                          | 3,84 Meilen Daytona Speedway/Infield Course |
| 1974      | Giacomo Agostini                           | Italien                                    | Yamaha                                     | –                                          | 3,84 Meilen Daytona Speedway/Infield Course |
| 1973      | Jarno Saarinen                             | Finnland                                   | Yamaha                                     | –                                          | 3,84 Meilen Daytona Speedway/Infield Course |
| 1972      | Don Emde                                   | Vereinigte Staaten                         | Yamaha                                     | –                                          | 3,81 Meilen Daytona Speedway/Infield Course |
| 1971      | Dick Mann                                  | Vereinigte Staaten                         | BSA                                        | –                                          | 3,81 Meilen Daytona Speedway/Infield Course |
| 1970      | Dick Mann                                  | Vereinigte Staaten                         | Honda                                      | –                                          | 3,81 Meilen Daytona Speedway/Infield Course |
| 1969      | Cal Rayborn                                | Vereinigte Staaten                         | Harley-Davidson                            | –                                          | 3,81 Meilen Daytona Speedway/Infield Course |
| 1968      | Cal Rayborn                                | Vereinigte Staaten                         | Harley-Davidson                            | –                                          | 3,81 Meilen Daytona Speedway/Infield Course |
| 1967      | Gary Nixon                                 | Vereinigte Staaten                         | Triumph                                    | –                                          | 3,81 Meilen Daytona Speedway/Infield Course |
| 1966      | Buddy Elmore                               | Vereinigte Staaten                         | Triumph                                    | –                                          | 3,81 Meilen Daytona Speedway/Infield Course |
| 1965      | Roger Reiman                               | Vereinigte Staaten                         | Harley-Davidson                            | –                                          | 3,81 Meilen Daytona Speedway/Infield Course |
| 1964      | Roger Reiman                               | Vereinigte Staaten                         | Harley-Davidson                            | –                                          | 3,81 Meilen Daytona Speedway/Infield Course |
| 1963      | Ralph White                                | Vereinigte Staaten                         | Harley-Davidson                            | –                                          | 2 Meilen Daytona Speedway/Infield Course    |
| 1962      | Don Burnett                                | Vereinigte Staaten                         | Triumph                                    | –                                          | 2 Meilen Daytona Speedway/Infield Course    |
| 1961      | Roger Reiman                               | Vereinigte Staaten                         | Harley-Davidson                            | –                                          | 2 Meilen Daytona Speedway/Infield Course    |
| 1960      | Brad Andres                                | Vereinigte Staaten                         | Harley-Davidson                            | –                                          | 4,1 Meilen Daytona Beach Course             |
| 1959      | Brad Andres                                | Vereinigte Staaten                         | Harley-Davidson                            | –                                          | 4,1 Meilen Daytona Beach Course             |
| 1958      | Joe Leonard                                | Vereinigte Staaten                         | Harley-Davidson                            | –                                          | 4,1 Meilen Daytona Beach Course             |
| 1957      | Joe Leonard                                | Vereinigte Staaten                         | Harley-Davidson                            | –                                          | 4,1 Meilen Daytona Beach Course             |
| 1956      | John Gibson                                | Vereinigte Staaten                         | Harley-Davidson                            | –                                          | 4,1 Meilen Daytona Beach Course             |
| 1955      | Brad Andres                                | Vereinigte Staaten                         | Harley-Davidson                            | –                                          | 4,1 Meilen Daytona Beach Course             |
| 1954      | Bobby Hill                                 | Vereinigte Staaten                         | BSA                                        | –                                          | 4,1 Meilen Daytona Beach Course             |
| 1953      | Paul Goldsmith                             | Vereinigte Staaten                         | Harley-Davidson                            | –                                          | 4,1 Meilen Daytona Beach Course             |
| 1952      | Dick Klamfoth                              | Vereinigte Staaten                         | Norton                                     | –                                          | 4,1 Meilen Daytona Beach Course             |
| 1951      | Dick Klamfoth                              | Vereinigte Staaten                         | Norton                                     | –                                          | 4,1 Meilen Daytona Beach Course             |
| 1950      | Billy Mathews                              | Kanada                                     | Norton                                     | –                                          | 4,1 Meilen Daytona Beach Course             |
| 1949      | Dick Klamfoth                              | Vereinigte Staaten                         | Norton                                     | –                                          | 4,1 Meilen Daytona Beach Course             |
| 1948      | Floyd Emde                                 | Vereinigte Staaten                         | Indian                                     | –                                          | 4,1 Meilen Daytona Beach Course             |
| 1947      | John Spiegelhoff                           | Vereinigte Staaten                         | Indian                                     | –                                          | 3,2 Meilen Daytona Beach Course             |
| 1942–1946 | keine Rennen wegen des Zweiten Weltkrieges | keine Rennen wegen des Zweiten Weltkrieges | keine Rennen wegen des Zweiten Weltkrieges | keine Rennen wegen des Zweiten Weltkrieges | keine Rennen wegen des Zweiten Weltkrieges  |
| 1941      | Billy Mathews                              | Kanada                                     | Norton                                     | –                                          | 3,2 Meilen Daytona Beach Course             |
| 1940      | Babe Tancrede                              | Vereinigte Staaten                         | Harley-Davidson                            | –                                          | 3,2 Meilen Daytona Beach Course             |
| 1939      | Ben Campanale                              | Vereinigte Staaten                         | Harley-Davidson                            | –                                          | 3,2 Meilen Daytona Beach Course             |
| 1938      | Ben Campanale                              | Vereinigte Staaten                         | Harley-Davidson                            | –                                          | 3,2 Meilen Daytona Beach Course             |
| 1937      | Ed Kretz                                   | Vereinigte Staaten                         | Indian                                     | –                                          | 3,2 Meilen Daytona Beach Course             |